# Gualtiero Casalegno
Gualtiero Casalegno (Alpignano, 19 giugno 1912 – Torino, 7 gennaio 1999) è stato un architetto italiano.

## Biografia

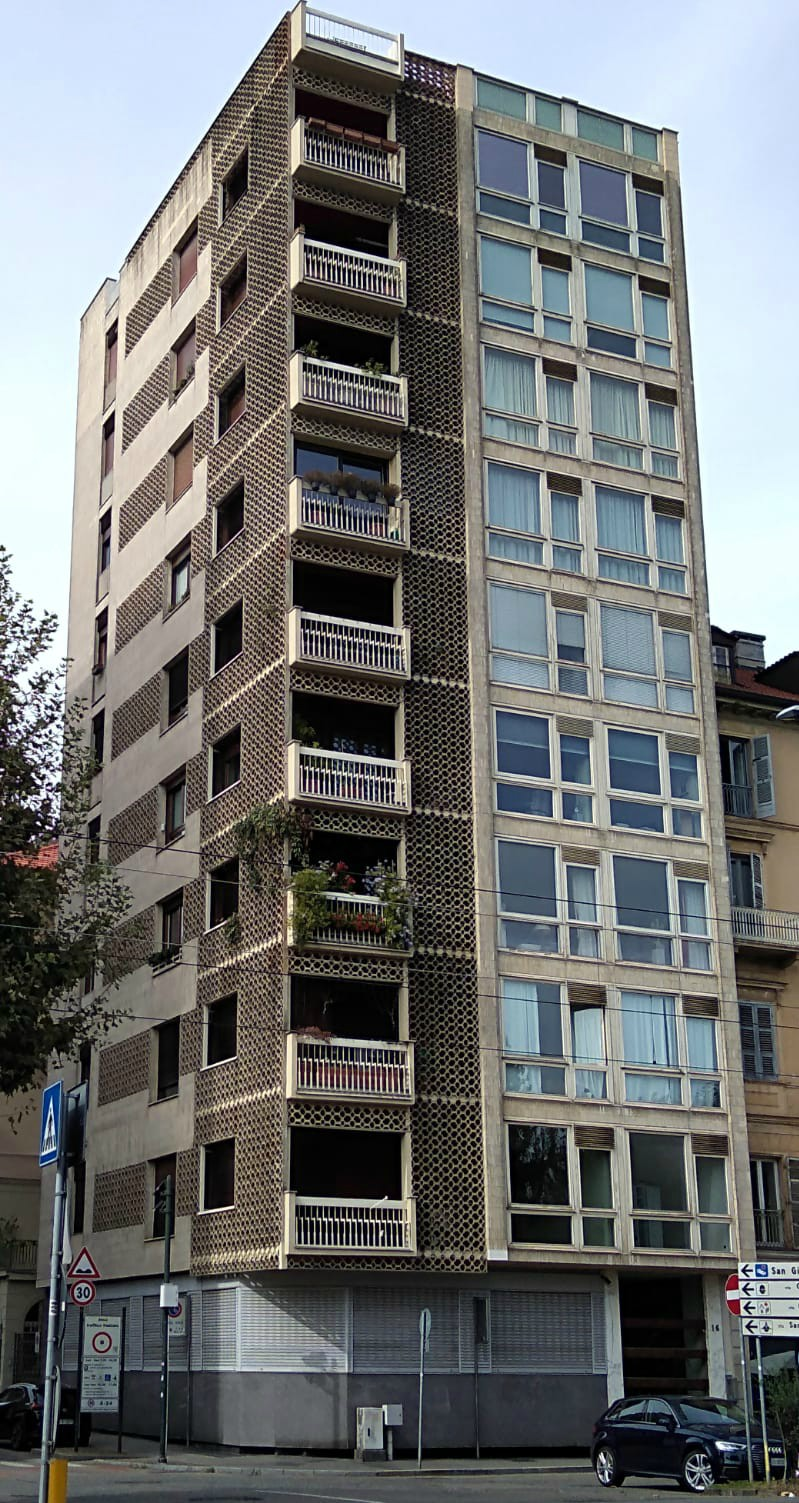
Torre residenziale in Corso Cairoli n. 16 - Torino

Dopo aver conseguito la laurea, nel 1938, al Politecnico di Torino, iniziò a collaborare con i più noti studi di architettura torinesi. Dopo aver prestato servizio militare, durante la seconda guerra mondiale, si dedicò alla progettazione di immobili signorili a Torino.
 Tra i più importanti la Torre Solferino (1952) di 14 piani situata nell'omonima piazza, il palazzo delle Cartiere Burgo in Corso Matteotti n. 8 (1955-1956) e la torre residenziale di 10 piani in Corso Cairoli n. 16 (1957).